# 伝説のスタフィー たいけつ!ダイール海賊団
『伝説のスタフィー たいけつ！ダイール海賊団』（でんせつのスタフィー たいけつ！ダイールかいぞくだん）は、任天堂から2008年7月10日に発売されたニンテンドーDS用のアクションゲーム。『伝説のスタフィーシリーズ』の第5作目。

## ストーリー
スタフィーたちが雲の上にある王国「テンカイ」で平和に暮らしていたある日、空から男の子が落ちてきた。その男の子を狙う3人のワルモノがやってきて、スタフィーはその男の子を助けた。逃げて行ったその3人を追いかけるうちに海へ落ちてしまった。

## ゲームモード

### ぼうけんをする
メインとなる1人用モード。

### 二人協力プレイ
2人で協力してエリアを冒険するモード。スタピーを呼び出し、2プレイヤーがスタピーとなって協力プレイをする。一部のエリアでしか遊べない。ワイヤレスプレイとダウンロードプレイの両方に対応している。

### ミニゲーム
1人から4人まで対戦できるモード。5種類のミニゲームがある。

### きせかえ
冒険の途中で手に入れたり、購入したりしたグッズでスタフィーやスタピーを着せ替えることができる。

### ずかん
敵がフィギュアになっており、見ることができる。

## 変身アクション
ドランパ
キューゴマ
コケコー
レイシィ

## 登場キャラクター

### 主人公
スタフィー
雲の上にある王国「テンカイ」の王子。

### 仲間たち
スタピー
スタフィーの妹。今回はテンカイで留守番。二人協力プレイの時に出てくる。
キョロスケ
スタフィー、スタピーと仲が良い友達。橙色の二枚貝のような姿をしている。
ランパ（英：Bunston）
スタフィーたちとは異なる惑星であるランパ星の王子で、外見は宇宙服を着たウサギ。両親（国王と王妃）は他界している（死因は不明）。
ランパ星人は変身能力を持つ種族であり、王族である彼はとりわけその能力が高い。そのため、ランパ星人の力を吸収しに来たダイールからは執拗に狙われていた。スタフィーとの冒険時は変身能力で着ぐるみ状のさまざまなキャラクターに変身してスタフィーと合体し、スタフィーを強化・援護する。
逃亡時にジャンケンポンに撃墜されてテンカイのスタフィーの寝室に墜落し、それが原因で当初は記憶喪失となったが、宇宙船のカケラを集めることで記憶を全て取り戻し、ランパ星に戻り、ダイールに勇猛果敢に立ち向かうようになる。
ストーリー終盤でダイールを止めるためにスタフィーと共闘しダイールと戦った。ランパ星人の力を吸収してパワーアップしたダイールには歯が立たず、敗れて戦闘不能になるが、一人で戦うことにしたスタフィーのおかげでダイールを倒すことに成功する。ダイールに飲み込まれて人質になり、スタフィーは手も足も出なくなるが、ジャンケンポンによって救われたことでダイールから脱出した。そして、スタフィーの活躍でダイールは倒され、ランパ星に平和が戻った。
マーメイド

マプー

ミニゲまじん

キョロきょうだい

ヤドカリタ

マナズーコ

ナマズドン

フォーク

ロブじいさん

ヤリイカさん

ヤリイカーズ1ごう

ヤリイカーズ2ごう

ヤリイカーズ3ごう

ヤリイカーズ4ごう

ヤリイカーズ5ごう

ゴマチー

ゴマキュー

クリオレ

シダじいさん

ニャンジャ

ニャンゾー

ヤドリン

ハデヒラリ

ドジかいぞく

コモドン

コモドンジュニア

ランパヘイシ

テンカイヘイシ

パパスタ

ママスタ

### ボスキャラクター
巨大イカ（英：Big Squiddy）
最初のボスキャラクターで、ランパをいきなりさらったボス。
2回戦うボスで、1回目は変身能力で戦い、2回目はスピンで触手を狙い攻撃する。
おんせんガメ（英：Hot-Spring Snapper）
エリア2のボス。
HPが半分になると滝を降らせて岩攻撃を行ってくる。
ペンギル（英：King Ping）
エリア3のボス。腹が弱点。2段階目は頭が弱点。
HPが半分になると、床を壊し、2段階目に突入する。上から氷柱が降ってくるので、それを使い、上手いこと頭に当たらせると弱点が出てきて、ダメージが与えられる。その後、スタフィーが頭のタンコブで遊んでいたので、激怒して吹っ飛ばした。
ジャン、ケン、ポン（英：Snips、Ronk、Papes）
逃亡したランパを追跡していた3人組で、ランパ星を襲撃した宇宙海賊「ダイール海賊団」のメンバー。リーダー格である長身の女性・ジャン、巨体の男性・ケン、小柄な男性・ポンという組み合わせで、登場演出の爆煙に使う火薬が多すぎ黒焦げになる、任務は失敗ばかりとマヌケさが目立つ。ジャンは爆弾、ポンはシールド、ケンは突進で攻撃する。
次第にダイールの非情さに疑念を強めていき、最終的にはスタフィーたちに味方して、ダイールに不意打ちを仕掛けることで取り込まれたランパを助け出した。ダイール撃破後はランパ星の兵士に処刑されかかったが、仲間と認められたスタフィーたちに助けられて正式に和解した。
名前の通りじゃんけんをモチーフとしたキャラクターで、決め台詞もそれぞれ「夜空を切り裂く アカバサミ」「全てを粉砕 グーパンチ!」「小粒でも パーっと行くぜ!」とチョキ・グー・パーに因んだものである。この3人組はエリア7のボス戦で、じゃんけん勝負を仕掛けてくる。
エリア4はポン エリア5はケン・ポン エリア6はジャン、そしてエリア7ではトリオで登場する。
エリア5のケン・ポンは、ボス戦で、爆弾を大量に投げてくる。
ダイール（英：Mashtooth）
エリア8にいるラストボスで、ダイール海賊団の首領。ワニ（クロコダイル）の姿をした巨漢で、より強大な力を得るべくランパ星人およびランパ王子の持つ変身能力を狙っていた。自分以外はどうでもいいといった性格。
スタフィーたちがランパ星にたどり着く前はすでにランパ星人の力を吸収し終えた状態であり、完全にパワーアップしていた。一度はパワーアップした圧倒的な戦闘力でランパを戦闘不能にするも自分よりも知らない力があったスタフィーによって倒される。
だがまだ生きていたため、隙を見てランパを強引に取り込んで更にパワーアップし、巨大な竜の姿になると共に、力を吸い取り終わったランパを人質にしてスタフィーたちを再び苦しめる。激闘の末に隕石をスタフィーにぶつけて止めを刺そうとするが、仲間の思いを受けて全力を出したスタフィーに隕石を押し返され、逆に自らが隕石の衝突により消滅した。そして吸収されたランパ星人の力は戻った。
ボンボーン（英：konk）
エリア9のテンカイの隠しボス。水色の身体を白いトゲ付きの貝で覆った巻貝で、キョロスケのライバル的存在。語尾に「ボーン」を付けて話す。シリーズのボスの中では唯一の皆勤賞。なお、今回はスタピーが戦う。
キョロスケがハデヒラリに愛を告げようとしていたところに現れ、彼女をさらうがスタフィーに倒され、ハデヒラリを奪還されてからも、キョロスケには恋のライバルとして激しく敵視され、これ以降スタフィーたちへの妨害や悪戯のため現れている。殻を猛スピードで回転させての体当たりで攻撃するが、いつも弱点が露出しているうえに動きも遅い。
本作では、網を使った攻撃をしてくる。
マスター・ロブ（英：Old Man Lobber）
ボスラッシュとエリア10をクリアした最後に待ち構える裏ボスである。
弾幕を大量に撃ってきたり、即死の必殺技を放ってきたりする。

## ステージ
はじまりの海
最初のステージだけあって敵も少なく比較的安全。ボスはきょだいイカ。
あちちおんせん
溶岩が吹き出したり流れ出てくるステージ。ボスはおんせんガメ。
氷ソーダのいずみ
氷とつくだけあって氷が多いステージ。ボスはペンギル。
シトシトの森
キノコが多く生えておりや水の玉が落ちてくるステージ。ボスはポン。
トロッコどうくつ
ゴツゴツした岩が多い洞窟のステージ。ボスはケン。
にじの海
虹が架かる空の海のステージ。ボスはジャン。
ちんぼつせん
沈んだ船の周りを巨大なサメがうろついているステージ。ボスはジャンとケンとポンの3人組。
ランパ星
表向きな最終ステージ。宇宙だけあって重力が弱い。ボス戦に挑むまでに全てのステージをクリアしなければならない。ボスはダイールとさいきょうダイール。
テンカイ
スタフィーの住む国である天空遥かにそびえる王国。ランパ星をクリアすると現れる隠しステージで操作キャラがスタピーになる。ボスはボンボーン。
いくうかん（ゲーム内では???表記）
特殊な条件を満たさない限り出現しない隠しステージ。ボスステージ含め全てのステージでタイムアタックができる。また、ステージ中には過去作のレアキャラクターが各所に出現している。